# Fajron sentas mi interne
 (mai 2021).
Fajron sentas mi interne (Je sens le feu qui brûle en moi) est un roman originellement écrit en espéranto par Ulrich Matthias sorti en 1990.
Cet ouvrage fait partie de la liste des lectures de base en espéranto compilée par William Auld.

## Résumé
Ce roman raconte l'histoire de Manfred Brinkmann lors de ses années lycée. C'est un garçon solitaire, introverti, qui éprouve de grandes difficultés à communiquer avec ses camarades. Le moyen qu'il met en œuvre pour y parvenir est l'écriture de lettres ou d'articles, comme celui qu'il rédige pour le journal du lycée, sous le titre Inter aliuloj (« Parmi les autres »)  (vf.[Quoi ?] p. 27). Ce titre a d'ailleurs failli être le nom du roman. L'éditeur a préféré le renommer en reprenant un vers, le premier vers du dernier huitain de Mia penso, poème écrit en 1887 par Louis-Lazare Zamenhof. Manfred traîne son malaise du lycée à l'université, où les choses ne s'améliorent pas pour lui, en passant par le cinéma. Il va aussi consulter une psychologue. Tout ceci reste sans beaucoup d'effet, jusqu'à ce qu'il découvre l'espéranto lors d'une rencontre franco-allemande.

## Citation
La phrase « Nenio estas pli bela ol esti juna kaj paroli Esperanton » (« Rien n'est plus beau que d'être jeune et de parler espéranto » - p. 72) est une maxime dont l'association USEJ (qui regroupe les jeunes espérantophones des États-Unis) a fait un T-shirt.

## L'auteur
Ulrich Matthias est un espérantophone allemand réputé, auteur de au moins deux grands ouvrages en espéranto, Fajron sentas mi interne et Espéranto: un nouveau latin pour l'Église, ce qui le fait figurer dans un cercle très fermé. C'est par ailleurs un actif de la collectivité espérantophone, par son implication passée chez GEJ (Jeunesse espérantophone allemande), et son rôle actuel chez IKUE (Union internationale des espérantistes catholiques) et EDE (Europe Démocratie Espéranto) en Allemagne.

## Autres projets
- : liste des citations en espéranto et traduites en français tirée de ce roman figurant dans le Wiktionnaire en français.